# Xeno & Oaklander
Xeno & Oaklander — американская музыкальная группа. Состоит из двух музыкантов — Шона Макбрайта и Лиз Венделбо. Образована в 2004 году в Бруклине. Одна из групп, возродивших колдвейв-сцену в 2000—2010-х годах.

## История
Шон МакБрайд и Мисс Лиз Венделбо, занимавшаяся концептуальным искусством, фотографией и музыкой, встретились в 2003 году. К тому времени у Шона были сольные проекты, такие как Moravagine и Martial Canterel, в которых для написания музыки он использовал модульные синтезаторы, секвенсоры, а также драм-машины. Дуэт начал записывать музыку в заброшенном здании фабрики рядом с Ист-Ривер. Дебютный альбом Vigils, записанный одним дублем, был выпущен в 2006 году. Затем группу подписал лейбл Weird Records, который выпустил в 2009 году альбом Sentinelle. На том же лейбле В 2011 году дуэт выпустил альбом Sets & Lights, который содержал элементы дарквейв, итало-диско и техно. Также Xeno & Oaklander выпустили сингл Sheen на Electric Voice и сотрудничали со швейцарским художником Фабианом Марти, сочиняя для него саундтрек.
В 2014 году на лейбле Ghostly вышел альбом Par Avion, вдохновлением для которого послужила тема синестезии. В записи альбома использовался аналоговый синтезатор Serge Modular. Во время этих сессий Макбрайд и Венделбо также записали альбом Movements, вышедший в 2015 году, который представляет собой 35-минутную пьесу, вдохновленную темами путешествий в пространстве и времени, сделанную по заказу Национального центра искусств Гренобля и Ecole du Magasin. После альбома Topiary 2016 года выпущенного на Ghostly International дуэт выпустил диск Movements II, который продавался только во время их тура в мае того же года. В октябре 2016 на 7-ми дюймовом виниле вышел сингл Moonlight, выпущенный британским журналом Electronic Sound. Вскоре после этого дуэт подписал контракт с Dais Records, который выпустил альбом Hypnos в 2019 году.
Во время пандемии COVID-19 музыканты переехали в Коннектикут. В это время были сделаны ремиксы на композиции Тобиаса Бернструпа и Роберта Калверта. В 2021 году Xeno & Oaklander выпустили альбом Vi/deo, тематика которого которого вращалась вокруг концепций изоляции, мечтаний и воспоминаний.

## Музыкальный стиль
Стиль Xeno & Oaklander обозначают как минималсинт, синти-поп, дарквейв и считаются одним из ключевых коллективов, возрождающих и обновляющих звучание колдвейв музыки 70-х и 80-х годов, сочетающих в своей музыке «четкие аналоговые синтезаторы с поэтичным написанием песен и вокалом». Критик Pitchfork Ларри Фицморис охарактеризовал музыку группы, вдохновленную колдвейв, как «невозмутимый DIY пост-панк, отфильтрованный через брутальные драм-машины и синтезаторные линии, настолько хрупкие и тонкие, что вы могли бы сломать их о колено». Предпочитая использовать аналоговые инструменты без пост-обработки, группа использовала монофонические синтезаторы во время написания альбома Topiary, в то время как в Hypnos ввела полифонические синтезаторы, а вокальные партии исполняла только Венделбо.

## Дискография
Студийные альбомы
- Vigils (2006)
- Sentinelle (2009)
- Sets & Lights (2011)
- Par Avion (2014)
- Topiary (2016)
- Movements II (2017)
- Hypnos (2019)
- Vi/deo (2021)

EP

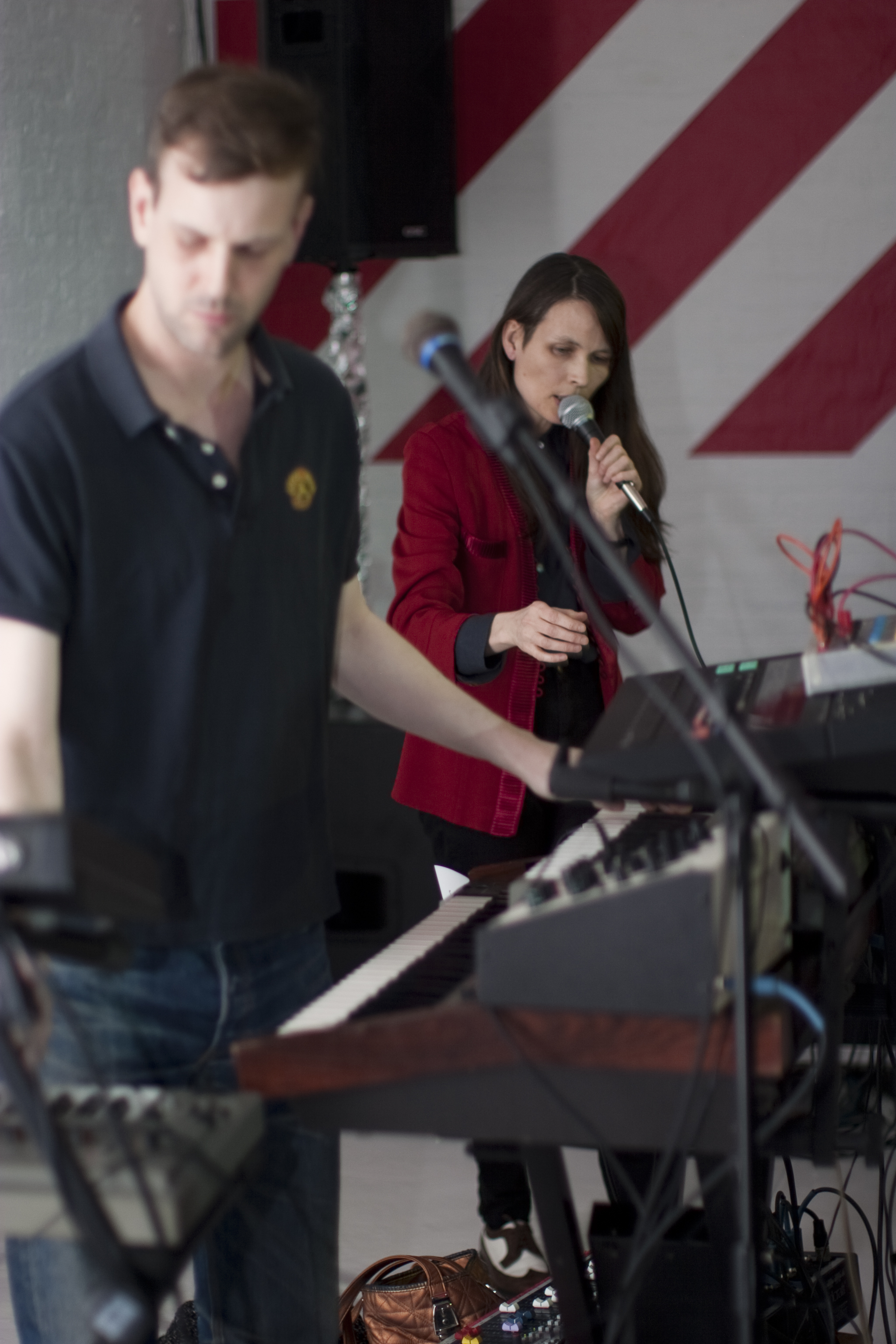
Выступление Xeno & Oaklander в 2011 году

- Exposition 3 (2015; split with Philippe Laurent)
- Movements (2015)

Синглы
- «Saracen» (2009
- «Sets & Lights» (2011)
- «The Staircase» (2011)
- «Par Avion» (2013)
- «Sheen» (2013)
- «Interface» (2014)
- «Marble» (2016)
- «Moonlight» (2017)
- «Angélique» (2019)